# ウィルヒョー (小惑星)
ウィルヒョー (13084 Virchow) は、小惑星帯に位置する小惑星である。フライムート・ベルンゲンがドイツ中部、テューリンゲン州タウテンブルクのカール・シュヴァルツシルト天文台で発見した。
白血病の発見者として知られるドイツの病理学者、生物学者であり、また政治家として公衆衛生の改善に努めたルドルフ・ルートヴィヒ・カール・ウィルヒョーに因んで名付けられた。